# Salas (kommun i Asturien)
Salas är en kommun i Spanien. Den ligger i den autonoma regionen Asturien i norra delen av landet, 400 km nordväst om huvudstaden Madrid. Antalet invånare är 4 799 (2024). Arean är 227,11 kvadratkilometer. Salas gränsar till Grado, Candamo, Belmonte de Miranda, Tineo, Valdés, Cudillero och Pravia. 